# Grand prix de littérature de l'Académie française
Le grand prix de littérature est un prix littéraire français, créé en 1911 et attribué pour la première fois l'année suivante, décerné par l'Académie française. Financé par la fondation Le Métais-Larivière, ce prix est destiné à couronner l'ensemble d'une carrière littéraire, et distingue à ce titre un auteur pour l'« ensemble de son œuvre ». La remise de ce prix a été annuelle jusqu'en 1979, date à partir de laquelle il devient biennal et est remis en alternance avec le grand prix de littérature Paul-Morand.

## Liste des lauréats
(marqué d'un ∞ : futur membre de l'Académie)

### Années 1910
- 1912 : André Lafon
- 1913 : Romain Rolland
- 1914 : Prix non décerné
- 1915 : Émile Nolly
- 1916 : Pierre-Maurice Masson
- 1917 : Francis Jammes
- 1918 : Gérard d'Houville[N 1]
- 1919 : Jean ∞ et Jérôme Tharaud ∞

### Années 1920
- 1920 : Edmond Jaloux
- 1921 : Anna de Noailles
- 1922 : Pierre Lasserre
- 1923 : François Porché
- 1924 : Abel Bonnard ∞
- 1925 : Charles Mangin
- 1926 : Auguste Gilbert de Voisins
- 1927 : Joseph de Pesquidoux ∞
- 1928 : Jean-Louis Vaudoyer ∞
- 1929 : Henri Massis ∞

### Années 1930
- 1930 : Marie-Louise Pailleron
- 1931 : Raymond Escholier
- 1932 : Franc-Nohain
- 1933 : Henri Duvernois
- 1934 : Henry de Montherlant ∞
- 1935 : André Suarès
- 1936 : Pierre Camo
- 1937 : Maurice Magre
- 1938 : Tristan Derème
- 1939 : Jacques Boulenger

### Années 1940
- 1940 : Edmond Pilon
- 1941 : Gabriel Faure
- 1942 : Jean Schlumberger
- 1943 : Jean Prévost
- 1944 : André Billy
- 1945 : Jean Paulhan ∞
- 1946 : Daniel-Rops ∞
- 1947 : Mario Meunier
- 1948 : Gabriel Marcel
- 1949 : Maurice Levaillant

### Années 1950
- 1950 : Marc Chadourne
- 1951 : Henri Martineau
- 1952 : Marcel Arland ∞
- 1953 : Marcel Brionn∞
- 1954 : Jean Guitton ∞
- 1955 : Jules Supervielle
- 1956 : Henri Clouard
- 1957 : non décerné
- 1958 : Jules Roy
- 1959 : Thierry Maulnier ∞

### Années 1960
- 1960 : Simone Porché
- 1961 : Jacques Maritain
- 1962 : Luc Estang
- 1963 : Charles Vildrac
- 1964 : Gustave Thibon
- 1965 : Henri Petit
- 1966 : Henri Gouhier ∞
- 1967 : Emmanuel Berl
- 1968 : Henri Bosco
- 1969 : Pierre Gascar

### Années 1970
- 1970 : Julien Green ∞
- 1971 : Georges-Emmanuel Clancier
- 1972 : Jean-Louis Curtis ∞
- 1973 : Louis Guilloux
- 1974 : André Dhôtel
- 1975 : Henri Queffélec
- 1976 : José Cabanis ∞
- 1977 : Marguerite Yourcenar ∞
- 1978 : Paul Guth
- 1979 : Antoine Blondin

### Années 1980
- 1981 : Jacques Laurent ∞
- 1983 : Michel Mohrt ∞
- 1985 : Roger Grenier
- 1987 : Jacques Brosse
- 1989 : Roger Vrigny

### Années 1990
- 1991 : Jacques Lacarrière
- 1993 : Louis Nucera
- 1995 : Jacques Brenner
- 1997 : Béatrix Beck
- 1999 : André Brincourt

### Années 2000
- 2001 : Milan Kundera
- 2003 : Jean Raspail
- 2005 : Danièle Sallenave ∞
- 2007 : Michel Chaillou
- 2009 : Vincent Delecroix

### Années 2010
- 2011 : Jean-Bertrand Pontalis
- 2013 : Michel Butor
- 2015 : Laurence Cossé
- 2017 : Charles Juliet
- 2019 : Régis Debray

### Années 2020
- 2021 : Patrick Deville
- 2023 : Daniel Pennac